# Горрево, Жан де
Жан де Горрево (фр. Jean de Gorrevod; ум. 10 сентября 1544, Пон-де-Во), граф де Пон-де-Во — савойский рыцарь, придворный императора Карла V.

## Биография
Сын Жана де Горрево, сеньора де Конд, из старшей линии дома де Горрево, и Гишарды де Монреаль.
Унаследовал от родителей только сеньории Салан и Фур, но по условиям завещания, составленного его кузеном Лораном де Горрево, стал универсальным наследником, получив в 1529 году графство Пон-де-Во, виконтство Сален, баронии Марне, Монтане, Горрево и Жербе, сеньории Сен-Жюлен, Бельмон, Ле, Куркондре, Шаламон, Монмерль, Льель, Шиссе и Бюффар, на условии ступенчатой субституции при дальнейшем наследовании по мужской и женской линиям.
Был штатным камергером императора Карла V, сопровождал этого монарха в различных поездках и военных кампаниях. В 1525 году стал одним из рыцарей братства Святого Георгия в графстве Бургундском, для принятия в которое требовались доказательства знатности.
В завещании, составленном в сентябре 1544, подтвердил порядок наследования, установленный первым графом де Пон-де-Во. Умер через несколько дней в Пон-де-Во. Его останки были погребены в семейной часовне в церкви в Бру, а сердце в церкви Пон-де-Во в капелле Горрево, где была помещена следующая эпитафия:

Здесь лежит сердце высокого и могущественного сеньора мессира Жана де Горрево, при жизни графа де Пон-де-Во, виконта де Сален, барона де Сен-Жюлен, Марне, Куркондре и Льеля, сеньора де Фур, Шаламон, и прочее, который преставился 10 сентября 1544, и ему приказал поставить этот камень на вечную память R. P. в Боге Антуан де Горрево, аббат Сен-Поля в Безансоне, его почтительнейший сын, 22 ноября 1565.— Guichenon S. Histoire de Bresse et de Bugey. Troisième partie. Contenant les Généalogies des Familles Nobles de Bresse & de Bugey, p. 197

## Семья
Жена: Клодин де Семюр, дочь Клода де Семюра, сеньора де Тремон и Сансенье, и Франсуазы де Бельрюш. Вторым браком вышла за Жан-Жака де Сюзанна, графа де Серни в Ретелуа
Дети:
- Лоран II де Горрево (ум. 13.09.1589), граф де Пон-де-Во. Жена (1560): Перронна де Лабом, дочь Клода де Лабома, барона де Мон-Сен-Сорлен, маршала Бургундии, и Гийеметты д'Иньи
- Антуан де Горрево (ум. 24.02.1598), епископ и граф Лозанны, князь Священной Римской империи. Изгнанный кальвинистами из своей епархии, он в течение 51 года был аббатом Сен-Поля в Безансоне. Также был приором Нёвиля в Брессе, прево коллегиальной церкви святого Анатуаля в Салене, сеньором де Сен-Жюлен в Брессе и де Шармет в Савойе. Погребен в церкви Сент-Этьен в Безансоне
- Франсуа де Горрево, рыцарь, виконт де Сален, сеньор и барон де Куркондре, Кордирон, Шиссе, Фур, Бюффар и Льель, стольник короля Испании, капитан 50 копий на службе герцога Савойского. Жена: Луиза де Мален, дочь Луи де Малена, барона де Люкс, и Маргариты де Ри. Брак бездетный
- Жанна де Горрево. Муж: Филипп де Лашамбр, сеньор де Ла-Кёй, Мексимьё и Сент-Элен. Через потомство от этого брака владения дома де Горрево унаследовали Бофремоны
- Антуанетта де Горрево. Муж 1) (4.04.1559): Шарль де Бюссёй, сеньор де Сен-Сернен, бальи Макона; 2): Антуан де Виши, сеньор де Шампрон и Шаваньё
- Элен де Горрево. Муж: Жан де Розьер, сеньор де Сен-Жюльен